# Laskau
Laskau ist ein Ortsteil der Gemeinde Peuschen im thüringischen Saale-Orla-Kreis.

## Geographie
Laskau liegt etwa einen Kilometer östlich der Ortslage Peuschen.

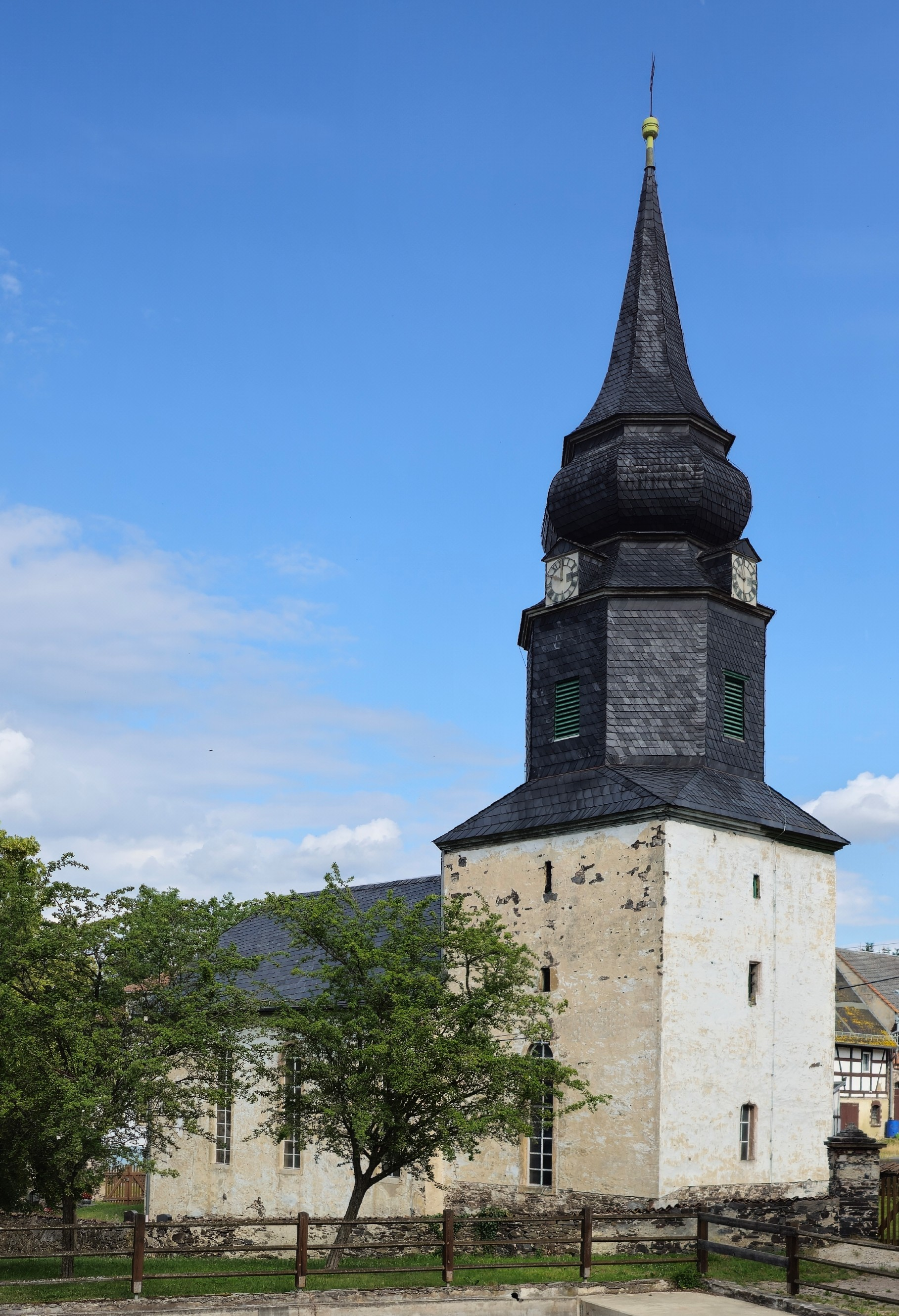
Kirche in Laskau

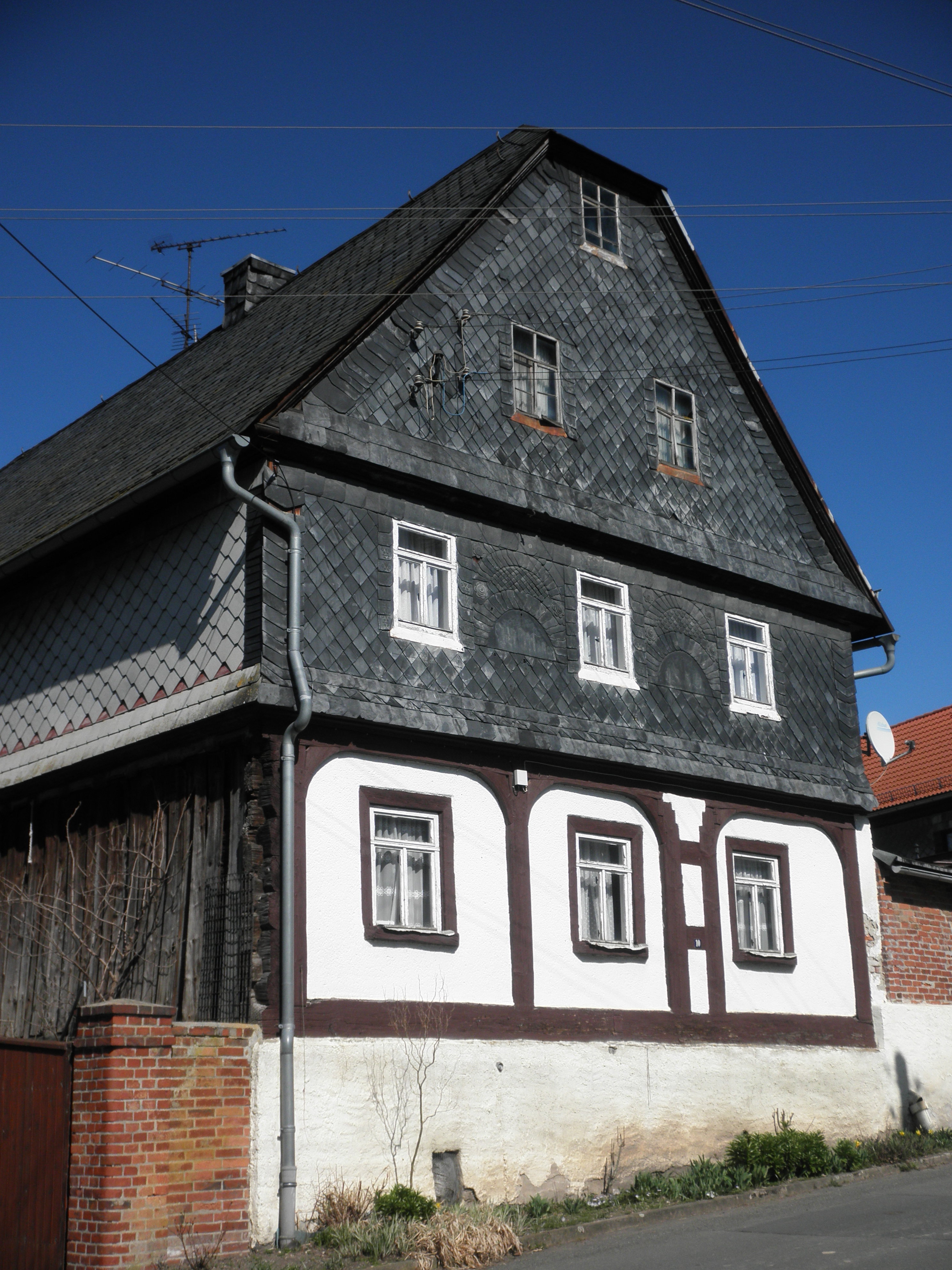
Hausgiebel in Laskau

## Geschichte
Das Angerdorf Laskau, früher Laaske, wurde im Jahr 1378 erstmals urkundlich erwähnt.
Aus der Ortschronik ist bekannt, dass die Kirche oft vom Blitz getroffen wurde und es so zu Bränden kam. Am 16. März 1686 brannte das ganze Dorf, mit Ausnahme eines Hauses nieder. Laskau gehörte bis 1815 zum kursächsischen Amt Arnshaugk und kam nach dessen auf dem Wiener Kongress beschlossenen Abtretung mit dem Großteil des Neustädter Kreises zum Großherzogtum Sachsen-Weimar-Eisenach.
Der Ort wurde 1974 in die Gemeinde Peuschen eingemeindet.

### Einwohnerentwicklung
Die Einwohnerzahl betrug 1933 75 und 1939 68 Einwohner.